# Rhinolophus darlingi
Rhinolophus darlingi là một loài động vật có vú trong họ Dơi lá mũi, bộ Dơi. Loài này được K. Andersen mô tả năm 1905.